# Тополя (Дніпро)
Топо́ля (рос. То́поль)  — великий житловий район на півдні Дніпра вздовж і на захід від Запорізького шосе. Розташована між мікрорайоном Сокіл та залізницею на Апостолове.

## Склад житлового району Тополя
Складається з трьох мікрорайонів: Тополя-1, Тополя-2 і Тополя-3:
- Тополя-1: між Запорізьким шосе, вулицею Панікахи і Тунельна балкою, вздовж якої прокладена залізниця (вулиця Мукаша Салакунова).
- Тополя-2: на захід від вулиці Панікахи вздовж Тополиної вулиці.
- Тополя-3: на схід від вулиці Панікахи вздовж бульвару Платонова та вулиці Комбрига Петрова.

## Історія
Тополя забудована багатоповерховими будинками 9-16 поверхів у 1970-х-1980-х роках. У 1990-х роках тут продовжувалося точкове будівництво окрмими житловими будинками.

### Катастрофа на Тополі 1997 року
6 червня 1997 року внаслідок зсуву ґрунту на житловому масиві Тополя-1 пішли під землю школа № 99, 9-поверховий 144-квартирний будинок, частково зруйновані два дитячих садки. За офіційними даними загинула 1 особа.

## Інфраструктура
Інфраструктура розвинена: численні магазини, торговельні центри, ринки, кафе, спортивні та тренажерні зали, басейн, поліклініка.

## Освіта і наука
На ж/м Тополя-3 розташований Відділ освіти Шевченківської районної ради міста Дніпра.
Освітні заклади житлового району Тополя:
- міський дитячий будинок № 1 для дітей-сиріт та дітей, позбавлених батьківського піклування - Тополина вулиця, 33;

Середні загальноосвітні заклади:
- Середня загальноосвітня школа № 52 - вулиця Мукаша Салакунова, 11;
- Спеціалізована середня загальноосвітня школа № 53 з поглибленим вивченням німецької мови - Тополина вулиця, 35;
- Середня загальноосвітня школа № 78 - Тополина вулиця, 37;
- Середня загальноосвітня школа № 80 - вулиця Комбрига Петрова, 31;
- Навчально-виховний комплекс № 99, «Багатопрофільна гімназія — загальноосвітній навчальний заклад І ступеня» - вулиця Комбрига Петрова, 17;
- Навчально-виховний комплекс № 137 - вулиця Комбрига Петрова, 29;
- "Ліцей — загальноосвітній навчальний заклад І ступеня

Позашкільні навчальні заклади:
- Клуб школярів «Гармонія»
- Клуб школярів «Фенікс»
- Клуб школярів «Фантазія»
- Центр позашкільної роботи
- «Дитяча художня школа № 1» (філія)
- МКЗК "Дитяча музична школа №9"

Дошкільні заклади освіти:
- Дошкільний навчальний заклад № 123
- Дошкільний навчальний заклад № 314
- Дошкільний навчальний заклад № 315
- Дошкільний навчальний заклад № 330
- Дошкільний навчальний заклад № 339
- Дошкільний навчальний заклад № 341
- Дошкільний навчальний заклад № 342 "Пролісок" - Тополина вулиця, 39;
- Дошкільний навчальний заклад № 343
- Дошкільний навчальний заклад № 358
- Дошкільний навчальний заклад № 368
- Дошкільний навчальний заклад № 375 - Тополина вулиця, 43;
- Дошкільний навчальний заклад № 384
- Дошкільний навчальний заклад № 395
- Дошкільний навчальний заклад № 99 при КЗО НВК № 99 - вулиця Комбрига Петрова, 17.

## Транспорт
Розгалужена мережа маршрутних таксі доставить мешканців району до будь-якої частини міста.
КП Дніпроелектротранс на ж/м Тополя представлений тролейбусами маршрутів №№ 16, 19 та 21, які рухаються в напрямку Соборної площі та вул. Національної Гвардії відповідно.
Повз житловий масив проходить залізнична колія напрямку Апостолове — Нижньодніпровськ-Вузол. Поряд із житловим масивом розташована вузлова вантажно-пасажирська залізнична станція Зустрічний.